# Klaus Traube
Klaus Robert Traube (* 25. Februar 1928 in Hannover; † 4. September 2016 in Oberursel) war ein deutscher Manager und Umweltforscher. In den 1970er Jahren wandelte er sich vom Spitzenmanager der Kernenergie-Industrie zum erklärten Gegner dieser Energieform. Nach seinem Gesinnungswandel wurde er vom deutschen Verfassungsschutz (überwiegend 1976) rechtswidrig abgehört. Der politische Skandal, der sich daraus entwickelte, wurde als Lauschaffäre Traube bekannt. Klaus Traube war eine der Symbolfiguren der deutschen Anti-Atomkraft-Bewegung.

## Leben
In der Zeit des Nationalsozialismus waren Klaus Traube und seine Familie antisemitischer Verfolgung ausgesetzt; sein Vater, ein Zahnarzt jüdischen Glaubens, nahm sich im Jahr 1936 das Leben. Klaus Traube überlebte als Jugendlicher das Lenner Lager. Nach dem Zweiten Weltkrieg studierte Traube an der Technischen Hochschule Braunschweig Maschinenbau und Romanistik. Er war wissenschaftlicher Assistent am Institut für Thermodynamik der Technischen Hochschule München, an der er auch promoviert wurde.
In den Jahren 1959 bis 1976 arbeitete Traube in der deutschen und amerikanischen Atomindustrie: als Direktor des Fachgebiets Kernreaktoren der AEG, bei General Dynamics in San Diego und zuletzt als geschäftsführender Direktor der Kraftwerk-Union-Tochterfirma Interatom. Dort war er verantwortlich u. a. für Entwicklung und Bau des Brutreaktors in Kalkar.
Im Jahr 1972 trat Klaus Traube in die Sozialdemokratische Partei Deutschlands (SPD) ein.
Traube wurde 1975/76 Ziel eines Lauschangriffs durch das Bundesamt für Verfassungsschutz. Grundlage war die Annahme, er habe die Nähe zu Terroristen der Rote Armee Fraktion (RAF) gesucht. Diese Annahme erwies sich als völlig haltlos. Die am 26. Februar 1977 vom Magazin Der Spiegel aufgedeckte Affäre weitete sich zu einer Regierungskrise aus, in deren Folge der verantwortliche Innenminister Werner Maihofer (FDP) im Jahr 1978 zurücktrat.
Nach der Abhöraffäre wurde Traube ein angesehener Umweltforscher, der sich in Büchern und Artikeln für die Erschließung und Förderung erneuerbarer Energiequellen starkmachte und im Übrigen wissenschaftlich und gutachterlich im Bereich Umwelt und Energie arbeitete. In den Jahren 1990 bis 1997 war Traube Direktor des Instituts für Kommunale Energiewirtschaft und Politik an der Universität Bremen, danach arbeitete er freiberuflich. Ehrenamtlich war Traube unter anderem als energiepolitischer Sprecher des Bundes für Umwelt- und Naturschutz Deutschland (BUND) und als Vizepräsident des Bundesverbandes Kraft-Wärme-Kopplung (B.KWK) tätig.

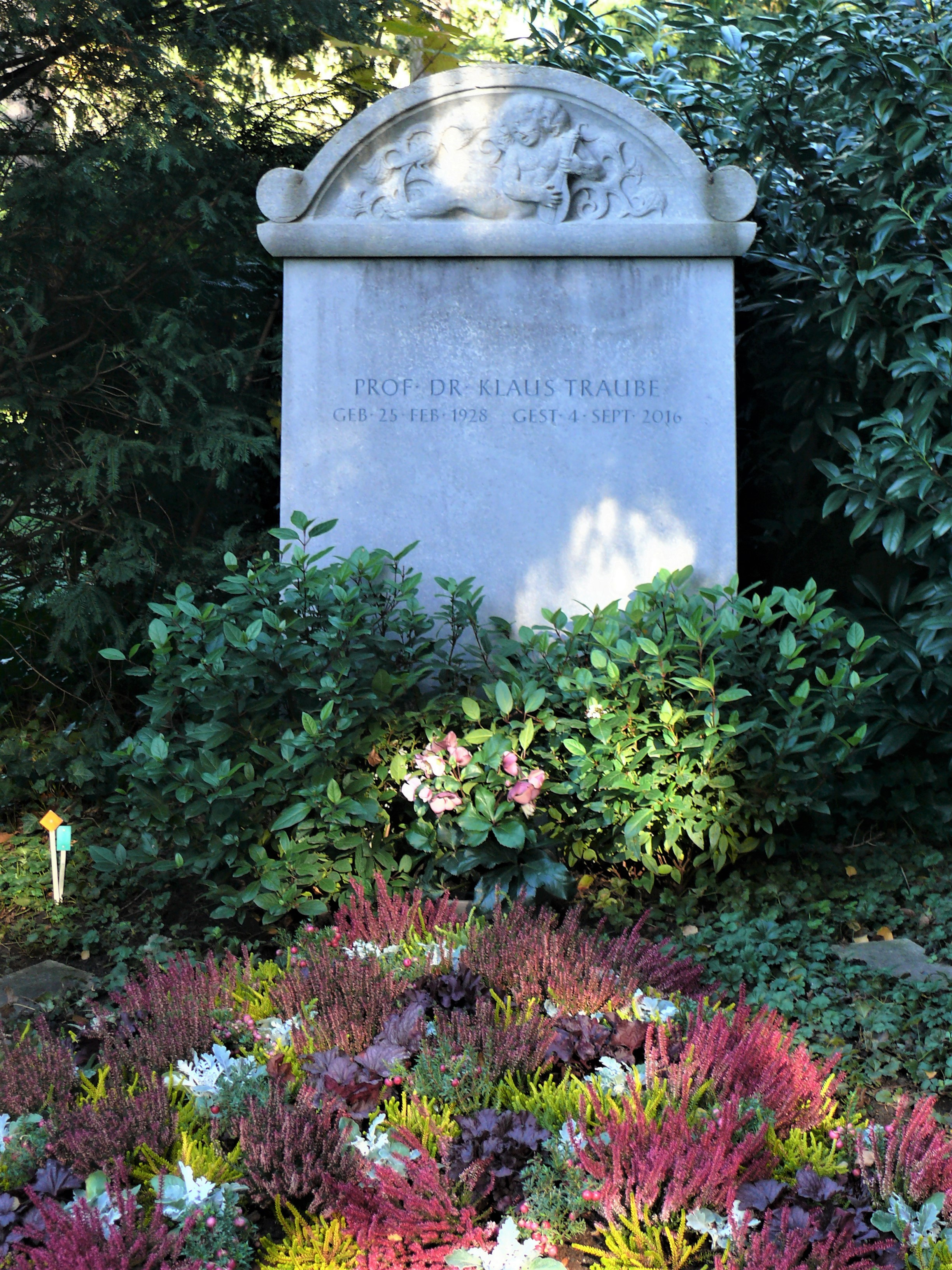
Grab auf dem Frankfurter Hauptfriedhof

Klaus Traube wohnte zuletzt in der Nähe von Frankfurt am Main. Er starb im Alter von 88 Jahren und wurde auf dem Hauptfriedhof (Gewann IV 117) beigesetzt.

## Ehrungen
Im Jahr 1984 wurde Klaus Traube mit dem Preis Das politische Buch der Friedrich-Ebert-Stiftung und im März 2009 mit dem Bundesverdienstkreuz 1. Klasse ausgezeichnet.

## Schriften (Auswahl)
Monografien
- Messungen von Dichteschichtungen in der Umgebung des kritischen Zustandes (gasförmig - flüssig) nach einem optischen Verfahren  (= Mitteilung aus des Instituts für Technische Thermodynamik der Technischen Hochschule München; VDI-Forschungsheft, 487, Forschung auf dem Gebiete des Ingenieurwesens, Ausgabe B: Beilage). VDI, Düsseldorf 1961, DNB 458793396 (Überarbeitete Dissertation  Technische Hochschule München, Fakultät für Maschinenwesen und Elektrotechnik, 8. August 1960, 122 Seiten DNB 480996261).
- Müssen wir umschalten? Von den politischen Grenzen der Technik. 2. Auflage. Rowohlt, Reinbek bei Hamburg 1978, ISBN 3-498-06469-X.
- Wachstum oder Askese? Kritik der Industrialisierung von Bedürfnissen (rororo-aktuell, 4532). Rowohlt, Reinbek bei Hamburg 1982, ISBN 3-499-14532-4 (EA 1979).
- Gegen den Atomstaat. 9. Auflage. Zweitausendeins Verlag, Frankfurt/M. 1979 (zusammen mit Wolf Biermann, Otto Köhler, Günter Wallraff und Günter Zint).
- Die Zukunft des Fortschritts. Der Sozialismus und die Krise des Industrialismus. Verlag Neue Gesellschaft, Berlin 1984 (zusammen mit Johano Strasser).
- Klaus Traube, Otto Ullrich: Billiger Atomstrom? Wie die Interessen der Elektrizitätswirtschaft die Energiepolitik bestimmen. Rowohlt, Reinbek bei Hamburg 1982, ISBN  3-499-4947-8 (defekt).
- Energiesparen von A bis Z. Eine praktische Anleitung für jedermann. Verlag C. J. Bucher, Luzern 1984, ISBN 3-7658-0325-1 (zusammen mit Meinrad Ballmer).
- Helmut Holzapfel, Otto Ullrich: Autoverkehr zweitausend. Wege zu einem ökologischen und sozial verträglichen Strassenverkehr. Müller, Karlsruhe 1985, ISBN 978-3-7880-9712-7 (2. Auflage 1988: ISBN 978-3-7880-9760-8, 3. Auflage 1992: ISBN 978-3-7880-9847-6).
- Energiepolitik vor Ort. Dezentrale Energiewirtschaft: umweltfreundlich, ressourcenschonend, nutzungsgerecht. 2. Auflage. Kölner Volksblatt, Köln 1986, ISBN 3-923243-12-X (zusammen mit Jobst Klien, Dorothea Schubert u. a.)
- Plutonium-Wirtschaft? Das Finanzdebakel von Brutreaktor und Wiederaufarbeitung (rororo-aktuell, 5444). Rowohlt, Reinbek bei Hamburg 1986, ISBN 3-499-15444-7.
- Technikkontrolle in der Risikogesellschaft. Verlag neue Gesellschaft, Bonn 1988, ISBN 3-87831-463-9 (zusammen mit Albert Kuhlmann, Carl Böhret, Sylvius Hartwig, Rainer Hohlfeld, Karl Hans Simmrock, Christoph Zöpel).
- Der Atom-Skandal. Alkem, Nukem und die Konsequenzen. Rowohlt, Reinbek bei Hamburg 1988, ISBN 3-499-12472-6.
- Was kann Deutschland hinsichtlich eines forcierten Ausbaus der Kraft-Wärme-Kopplung von anderen Ländern lernen? (Edition der Hans-Böckler-Stiftung; Bd. 22). Hans-Böckler-Stiftung, Düsseldorf 1999, ISBN 3-928204-93-9 (zusammen mit Lutz Mez und Annette Piening).
- Aktuelle Bewertung der Kraft-Wärme-Kopplung. Ökologische und ökonomische Wirkung eines mittelfristigen Ausbaus der Kraft-Wärme-Kopplung zur Nah-/Fernwärmeversorgung in Deutschland (Kommunalwirtschaftliche Forschung und Praxis; Bd. 3). Verlag Peter Lang, Frankfurt/M. 2000, ISBN 3-631-37371-6 (zusammen mit Wolfgang Schulz).

Aufsätze
- Beitrag in: Wolf-Dieter Narr (Hrsg.): Wir Bürger als Sicherheitsrisiko: Berufsverbot und Lauschangriff; Beitrag zur Verfassung unserer Republik (rororo aktuell, 4181). Rowohlt, Reinbek bei Hamburg 1977.
- Beitrag in: Evangelische Akademikerschaft in Deutschland (Hrsg.): Solidarisch leben, überleben. Texte, Berichte, Vorschläge zum neuen Lebensstil vom „Evangelischen Akademikertag in Königstein, Taunus“. Radius-Verlag, Stuttgart 1979, ISBN 3-87173-543-4.
- Ist der Super-GAU bei uns wirklich auszuschließen. In: Nach dem Super-GAU. Tschernobyl und die Konsequenzen. Rowohlt, Reinbek bei Hamburg 1986, ISBN 3-499-15921-X, S. 71–82.
- Ein Ausstieg ist noch möglich. In: Gewerkschaftliche Monatshefte, Jg. 37 (1986), Heft 6, S. 371–379, ISSN 0016-9447

Hörbuchproduktion
- Klaus Traube erzählt aus seinem Leben. „Die Vergangenheit ist etwas, was ich erinnere, aber sie hat nichts Bedrängendes mehr“ (Edition Zeugen einer Zeit). Paul Lazarus Stiftung, Wiesbaden 2013, ISBN 978-3-942902-08-3 (1 Audio-CD).